# Walter Gross (Schriftsteller)
Walter Gross (* 12. Oktober 1924 in Winterthur; † 18. September 1999 daselbst) war ein schweizerischer Lyriker.

## Leben und Wirken
Walter Gross wurde als Sohn eines Fabrikarbeiters geboren. Er wuchs im Winterthurer Stadtkreis Töss auf. Als junger Mensch war er auf der Suche nach einem geeigneten Beruf; er war Bote einer Buchhandlung, Volontär im Zoologischen Institut einer Universität, nach seiner Lehre als Buchbinder Arbeiter in verschiedenen Buchbindereien und Angestellter einer staatlichen Universität.
In seinen autobiographischen Notizen schrieb Gross:

„Einflüsse liessen auch bei mir sich nachweisen, da mache ich keine Ausnahme, zuweilen habe ich sie in den Widmungen zugegeben, bei Brecht etwa, bei Pavese, Lorca. Das meiste ist indessen versteckt: Pound, Kavafis, mit dem erschütternden Gedichten zu seiner privaten Vita, Pavese, nochmals, dessen großes Thema die Landnahme ist, Land, das er nie besaß, Elio Vittorini, überhaupt die Italiener: Giuseppe Ungaretti, Salvatore Quasimodo, Vasco Pratolini, Pier Paolo Pasolini, Carlo Levi. Es hat natürlich mit meiner Herkunft zu tun, wenn ich mich den einfachen Menschen verbunden fühle, mit ihnen solidarisch bin, ihnen, die unter der Not leiden, sich nicht oder doch nur ungenügend artikulieren zu können.“

Nach Reisen in Italien und Sizilien, die ihn beeindruckten, erschienen die Gedichtbände Die Taube (1956) und Gedichte (1957). Gedichte von Gross sind in bedeutenden Anthologien vertreten. 1964 erhielt Gross den Hugo-Jacobi-Preis sowie den Carl-Heinrich-Ernst-Kunstpreis.
Nachdem sein zweiter Gedichtband 1964 im Piper Verlag, an den ihn Ingeborg Bachmann vermittelt hatte, erschienen war, blieb Werner Gross dichterisch bis zu seinem Tod verstummt. Gestorben ist er 1999 vereinsamt und fast vergessen in einem Altenheim in Winterthur.
Posthum hinterließ Gross mit den umfangreichen Bänden Werke und Briefe, herausgegeben von Peter Hamm, erschienen 2005 im Zürcher Limmat Verlag, „einen faszinierenden Briefwechsel: mit Johannes Bobrowski, Werner Weber, Carl Jacob Burckhardt, Hans Boesch, Jörg Steiner, Kurt Marti, Rainer Brambach, Cyrus Atabay u. v. a., der von der Kritik begeistert begrüßt wurde“. In der Schweizer Literaturzeitschrift orte heißt es:

„Die Briefe sind von literarischer Qualität, aus ihnen spricht eine große Begabung zur Freundschaft, aber sie sind auch ein erschütterndes Dokument der Krisen von Walter Gross, die schliesslich ins Verstummen mündeten.“

## Werke

### Selbständige Veröffentlichungen
- Friedhof bei San Michele a Ripaldi. Florenz, Ematal. Winterthur 1950.
- Die Taube, Gedicht. Borgis-Verlag, Sins AG 1956.
- Botschaften noch im Staub. Gedichte. Heinrich Ellermann Verlag, Hamburg/München 1957.
- Botschaften noch im Staub. Gedichte. Vogel, Winterthur 1999. (Nachdruck mit Genehmigung des Autors der Ausgabe im Verlag Heinrich Ellermann, 1957. Hrsg. aus Anlass seines 75. Geburtstages am 12. Oktober 1999 von seinen Freunden. Nachwort von Serge Ehrensperger.)
- Antworten. Gedichte. R. Piper Verlag, München 1964.
- Botschaften. Ein Gedicht von Walter Gross. Schwarzhand-Presse. Flaach 1993.

### Beiträge in Anthologien (Auswahl)
- Literarische Vereinigung Winterthur (Hrsg.): Winterthurer Lyriker. W. Vogel, Winterthur 1954.
- Walter Höllerer (Hrsg.): Transit. Lyrikbuch der Jahrhundertmitte. Suhrkamp, Frankfurt am Main 1956.
- Peter Lehner (Hrsg.): ensemble. Ein Schweizer Beitrag zur zeitgenössischen Lyrik. Unter Mitwirkung von Hans Rudolf Hilty und Andri Peer. Benteli, Bern 1958.
- Wolfgang Weyrauch (Hrsg.): Expeditionen. Deutsche Lyrik seit 1945. List, München 1959.
- Literaturkalender. Ein Querschnitt durch das Literaturschaffen der Gegenwart. Hartfried Voss, Ebenhausen 1959.
- Hans-Rudolf Hilty, Walter Gross (Hrsg.): Erklär mir, Liebe. Liebesgedichte deutscher Sprache seit 1945. Tschudy, St. Gallen 1959.
- Horst Bingel (Hrsg.): Deutsche Lyrik. Gedichte seit 1945. Deutsche Verlagsanstalt, Stuttgart 1961.
- Hans Bender (Hrsg.): Widerspiel. Deutsche Lyrik seit 1945. Moderner Buch Club, Darmstadt 1961, Hanser, München 1962.
- Hermann Kesten (Hrsg.): Europa heute. Prosa und Poesie seit 1945. Eine Anthologie. Kindler, München 1963.
- Hugo Leber (Hrsg.): Texte. Prosa junger Schweizer Autoren. Benziger Verlag, Einsiedeln / Zürich / Köln 1964.
- Der Ort wo wir leben. Zu Johannes Bobrowsis Gedichten. In: Das Wort. Literarische Beilage zu Du – Atlantis; kulturelle Monatsschrift. Band 25, H. 2, 1965, S. 135–136.
- Kurt Morawietz (Hrsg.): Deutsche Teilung. Ein Lyrik-Lesebuch. Mit einem Nachwort von Reimar Lenz. Limes, Wiesbaden 1966.
- Fritz Pratz (Hrsg.): Deutsche Gedichte von 1900 bis zur Gegenwart. Fischer-Bücherei, Frankfurt am Main / Hamburg 1971.
- Frank Geerk (Hrsg.): Lyrik aus der Schweiz. Benziger, Zürich / Köln 1974.
- Belege. Gedichte aus der deutschsprachigen Schweiz seit 1900. Ausgewählt vom Zürcher Seminar für Literaturkritik mit Werner Weber. Artemis, Zürich / München 1978.
- Edgar Marsch (Hrsg.): Moderne deutsche Naturlyrik. Reclam, Stuttgart 1980.
- Jörg Hildebrandt (Hrsg.): Ich kehr zurück im Morgengrauen. Erzählungen aus der Schweiz. Evangelische Verlagsanstalt, Berlin 1984.
- Johannes Bobrowski: Meine liebsten Gedichte. Eine Auswahl deutscher Lyrik von Martin Luther bis Christoph Meckel. [Hrsg.]: Eberhard Haufe, Deutsche Verlagsanstalt, Stuttgart 1985.
- Klaus-Dieter Schult (Hrsg.): Die skeptische Landschaft. Deutschsprachige Lyrik aus der Schweiz seit 1900. Reclam, Leipzig 1988.
- Egon Ammann, Urs Bugmann (Hrsg.): Lese-Zeit. Literatur aus der Schweiz. Ammann, Zürich 1988.